# Branded and Exiled
Branded and Exiled è il secondo album in studio della heavy metal band tedesca Running Wild, pubblicato per la Noise nel 1985.
Il disco segna l'esordio del nuovo chitarrista Majk Moti.

## Tracce
1. Branded and Exiled - 3:54
2. Gods of Iron - 4:00
3. Realm of Shades - 4:28
4. Mordor - 4:49
5. Fight the Oppression	- 4:55
6. Evil Spirit - 3:19
7. Marching to Die - 4:35
8. Chains and Leather - 5:45

## Formazione
- Rock n' Rolf - voce, chitarra
- Majk Moti - chitarra
- Stephan Boriss - basso
- Wolfgang "Hasche" Hagemann - batteria